# Ajo Motorsport
Ajo Motorsport es un equipo de motociclismo con sede en Finlandia, que actualmente compite en las categorías de Moto2 y Moto3 bajo el nombre de Red Bull KTM Ajo. El fundador y director del equipo es el ex corredor Aki Ajo. Su hijo, el expiloto Niklas Ajo, también está involucrado en el equipo como jefe de equipo e ingeniero de carrera en el programa de Moto3.

## Historia
El debut del equipo en una carrera del campeonato mundial fue en Sachsenring en 2001, donde el equipo inscribió a Mika Kallio como piloto invitado. El equipo y Kallio también participaron en la competición en Valencia a finales de año. Las motos del equipo estaban etiquetadas con la marca Honda, a pesar de que los motores eran suministrados por Ajo. El año 2002 fue la primera temporada en la que Ajo fue un competidor habitual en el Campeonato del Mundo, con Kallio como piloto principal. Su mejor resultado esa temporada fue el quinto puesto en Jerez, y Kallio fue nombrado "Rookie del Año", superando a pilotos como Andrea Dovizioso y Jorge Lorenzo.
En 2003, el equipo se amplió a dos motos, con Kallio uniéndose al competidor japonés Masao Azuma. Kallio dejó el equipo en agosto después de recibir una oferta de KTM. Fue reemplazado por Andrea Ballerini. En Australia, el equipo logró una victoria por 1-2, con Ballerini en primer lugar y Azuma en segundo. Ajo atribuyó una gran parte de su éxito a la combinación de condiciones húmedas y neumáticos Bridgestone, que son óptimos para el clima húmedo. Para la temporada 2004, el equipo tenía dos nuevos pilotos, Lukáš Pešek y el danés Robbin Harms. La temporada fue decepcionante para Ajo, ya que Pešek se estrelló repetidamente y Harms sufrió varias lesiones. Pešek pasó al equipo Derbi para la siguiente temporada.
El japonés Tomoyoshi Koyama y el francés Alexis Masbou fueron los pilotos de Ajo en la temporada 2005. Koyama ganó el título de "Rookie del Año", el segundo del equipo en cuatro años. Sus mejores resultados fueron el segundo lugar en Australia y el tercero en Turquía. En la clasificación general ocupó el octavo lugar. El equipo mantuvo a los mismos pilotos para el año siguiente, pero obtuvo nuevas motos de Malaguti. Ambos pilotos sufrieron muchas lesiones que afectaron a su temporada. Masbou solo pudo correr ocho carreras y no sumó ningún punto. El mejor resultado de Koyama fue un sexto puesto en Estoril, y terminó en el 15º lugar en la clasificación del campeonato. En 2007, el equipo corrió con motos Derbi, conducidas por Michael Ranseder y Robert Mureșan. Ranseder terminó en los puntos 13 veces, mientras que Mureșan no pudo anotar.

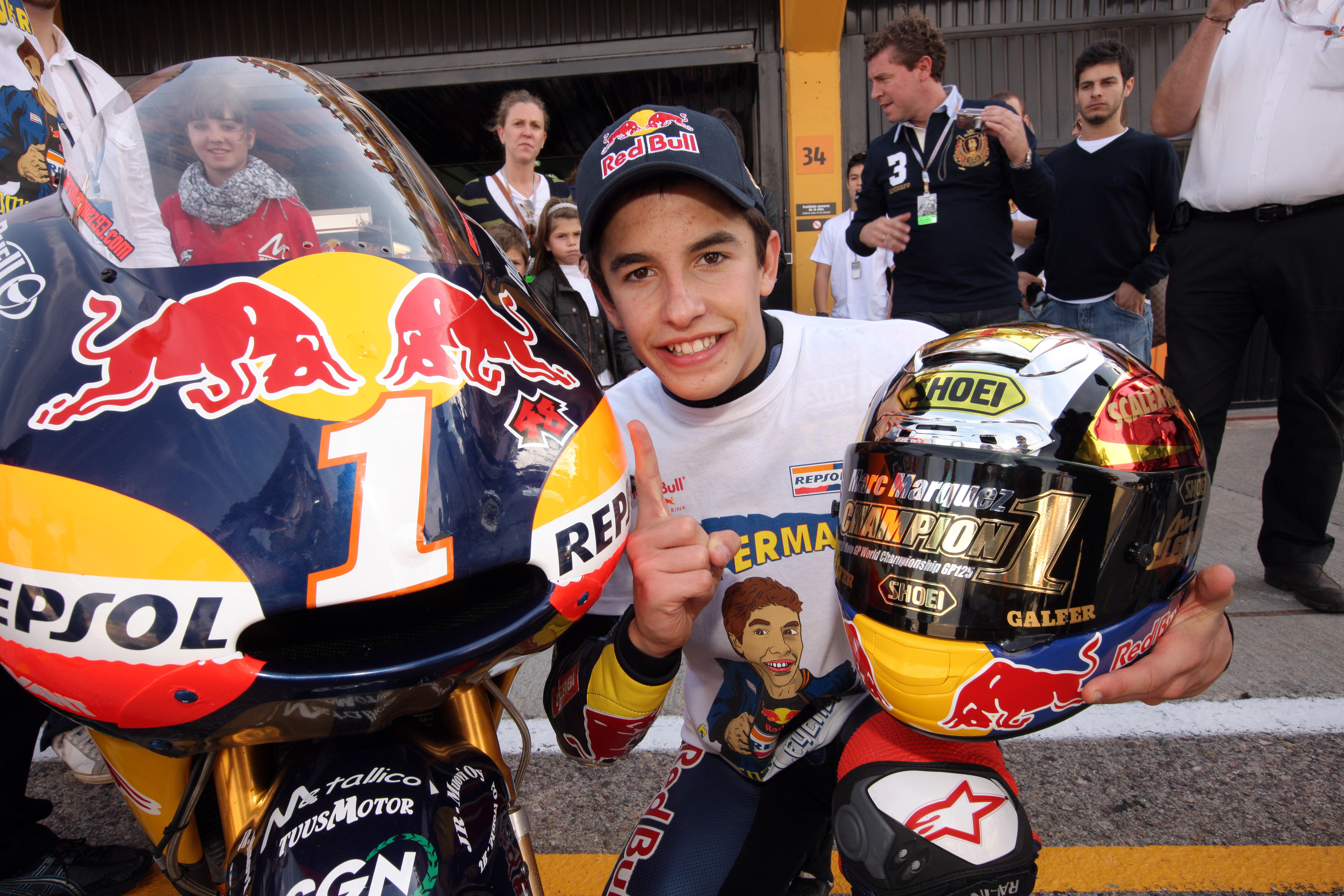
Marc Márquez, celebrando junto a su Red Bull Ajo Derbi de 125cc en el Gran Premio de la Comunidad Valenciana de 2010.

Ajo Motorsport continuó con Derbi para la temporada 2008, con Mike Di Meglio y Dominique Aegerter como sus pilotos. Di Meglio ganó cuatro carreras (Francia, Cataluña, Alemania y Australia) y se hizo con el campeonato del mundo en Australia, dos carreras antes del final de la temporada. Aegerter terminó octavo en dos ocasiones. 
Sandro Cortese acompañó a Dominique Aegerter en 2009. El equipo consiguió varios podios esta temporada, pero no consiguió ganar ninguna carrera. 
En la temporada 2010, Ajo Motorsport alineó a Marc Márquez, Sandro Cortese y Adrián Martín Lucas. La temporada fue un gran éxito para el equipo. Márquez anotó doce poles y diez victorias, y le dio al equipo su segundo título en tres años.
En la temporada 2011, Ajo corrió con cinco pilotos de dos equipos, con el equipo Avant-AirAsia-Ajo permaneciendo con el Derbi y el Red Bull Ajo Motorsport con Aprilia. A pesar de no ganar el campeonato, el futuro campeón de Moto2 Johann Zarco terminó segundo con una racha de podios y una victoria en Japón en el Derbi. En la Aprilia estaba el futuro campeón de Moto3 Danny Kent, y Jonas Folger, que también le dio al equipo un podio y una victoria en el GP de Gran Bretaña.

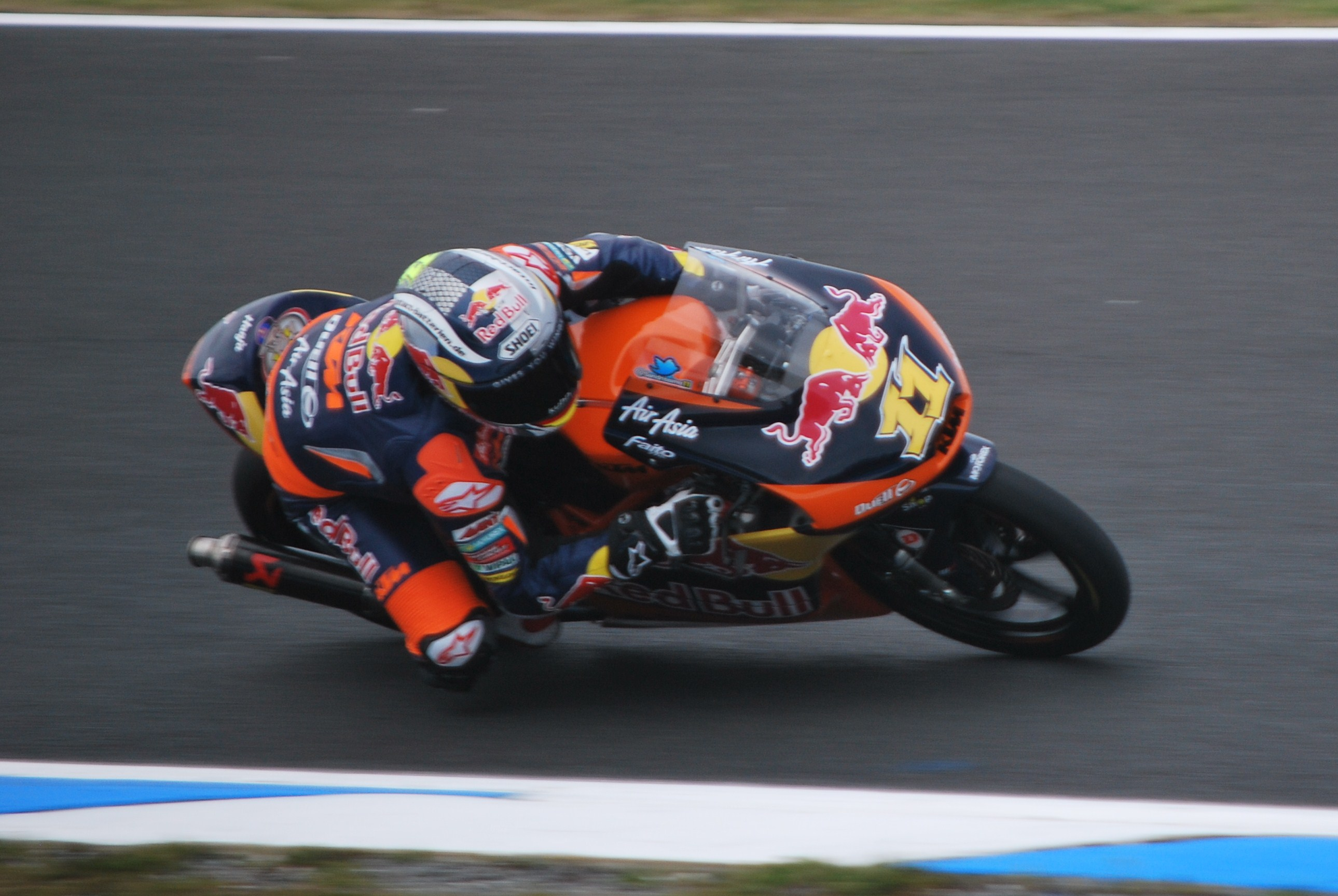
Sandro Cortese en el Gran Premio de Australia 2012 de Moto 3

El año 2012 fue el paso del campeonato de 125cc a Moto3 y el equipo optó por la KTM. La temporada fue un regreso completo a la forma, con Sandro Cortese ganando el campeonato con el equipo Red Bull KTM Ajo obteniendo cinco victorias y nueve podios. Danny Kent también ocupó el cuarto lugar con puntos consistentes y dos victorias.
En la temporada 2013, Ajo se redujo a un solo equipo con tres corredores, y con dos wildcards en Malasia. Luis Salom se unió al equipo para reemplazar a los salientes Cortese y Kent. Salom logró siete victorias y cinco podios, pero esto solo le valió un tercer lugar en la general.
En 2014, el equipo de Moto3 se amplió y gestionó siete pilotos: Niklas Ajo, Gabriel Rodrigo y Danny Kent se encargaron de la Husqvarna FR 250 GP, mientras que Hafiq Azmi, Hafiza Rofa, Karel Hanika y Jack Miller se encargaron de la KTM RC 250 GP. El australiano se mantuvo en el liderato del campeonato del mundo durante casi toda la temporada, para perderlo en la última carrera en Valencia por tan solo dos puntos, en favor de la Honda NSF250R de Álex Márquez.

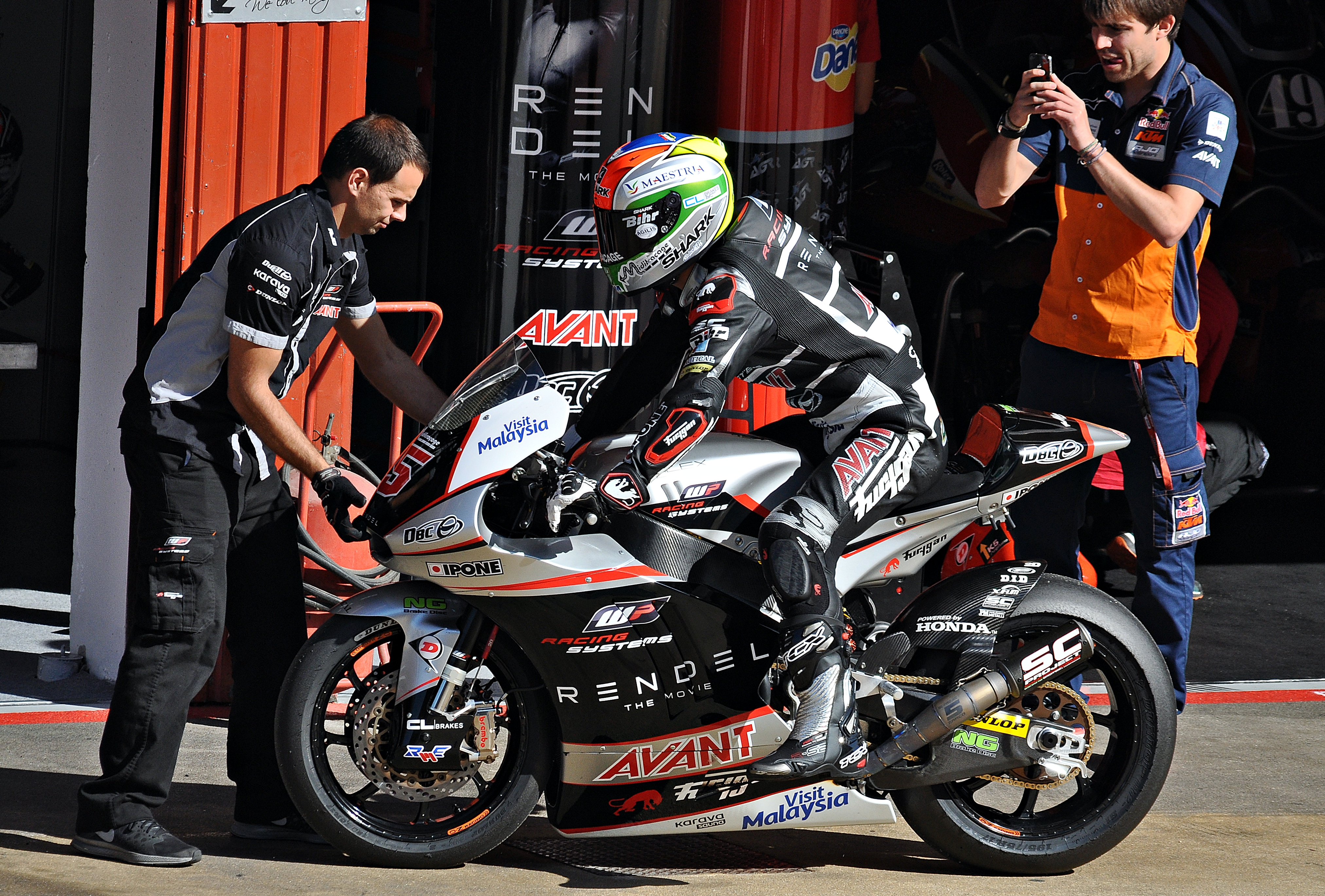
Johann Zarco en el Gran Premio de Cataluña 2015 de Moto2

En 2015 Ajo Motorsport continuó con un equipo en Moto3 y se expandió a la categoría de Moto2. La entrada del equipo en Moto2 fue espectacular, con Johann Zarco reincorporándose al equipo y ganando el campeonato, consiguiendo ocho victorias, seis podios y terminando todas las demás carreras en los puntos. El esfuerzo de Moto3 vio otra temporada fuerte con Brad Binder y Miguel Oliveira uniéndose al equipo y ocupando el sexto y segundo lugar respectivamente en el campeonato. Bo Bendsneyder también se incorporó a Moto3 para sustituir a Oliveira.
El año 2016 fue otra excelente temporada con Zarco ganando su segundo campeonato de Moto2 y Binder ganando el campeonato de Moto3.
En 2017 se produjo una temporada de contrastes, con Binder y Oliveira uniéndose al equipo de Moto2 ocupando el 8º y 3º puesto respectivamente. Entre ellos suman tres victorias y siete podios. El equipo de Moto3 retuvo a Bendsneyder y tuvo a Niccolo Antonelli.   Kent regresó para dos wildcards, sin embargo, la temporada fue una decepción con Bendsneyder siendo el mejor finalista en solo el 15º lugar.
El año 2018 fue similar al de la temporada anterior. Binder y Oliveira continuaron teniendo un buen desempeño en Moto2, logrando el tercer y segundo lugar en el campeonato con otras seis victorias y ocho podios en su cuenta combinada. Darryn Binder único piloto de Moto3 a tiempo completo finalizó 17º con 57 puntos. Los invitados Raúl Fernández y Can Öncü obtuvieron resultados respetables con un noveno puesto y una victoria que resultaron en los puestos 28 y 24 en la general.
En 2019 Binder ocupó el segundo lugar en la genera y Jorge Martín sustituyó a Oliveira. Can Öncü se convirtió en piloto a tiempo completo, pero no pudo replicar su éxito anterior, logrando solo ocho puntos en toda la temporada. El hermano gemelo de Can, Deniz Öncü, también participó en seis eventos. Ajo también se expandió al campeonato de MotoE y comenzó fuerte con el piloto Niki Tuuli ganando la primera ronda, pero no pudo replicar el éxito y el incendio de Jerez puso fin a la temporada de MotoE.
La temporada 2020 acortada vio un punto bajo para Ajo, ya que ningún piloto logró terminar entre los 3 primeros en la general en ninguna categoría. Tetsuta Nagashima comenzó bien Moto2 con una victoria y sumó puntos a lo largo de la temporada para ocupar el octavo lugar, y Martín obtuvo dos victorias y cuatro podios para el quinto lugar. En Moto3, Raúl Fernández sumó dos victorias y dos terceros puestos para lograr un cuarto puesto en la general. En el campeonato de MotoE, Niki Tuuli terminó la temporada con un tercer puesto y una victoria para el sexto en la general.
En 2021 se produjo un rotundo regreso al éxito. Fernández ascendió a Moto2 y se unió al experimentado Remy Gardner. Gardner se llevó el campeonato por cuatro puntos sobre el novato Fernández después de una batalla de toda la temporada en la que ambos obtuvieron múltiples victorias y podios. El equipo de Moto3 estaba formado por Jaume Masià y el debutante Pedro Acosta. Masià tuvo una temporada razonable con dos victorias y cuatro podios, pero Acosta arrasó en el campeonato con seis victorias y dos podios para convertirse en el segundo ganador más joven de la historia. El equipo permaneció en la clase MotoE con Hikari Okubo ocupando el 11º lugar en la general.
El año 2022 fue otra temporada fuerte para Ajo Motorsport. Pedro Acosta ascendió a Moto2 y tuvo una buena primera temporada con tres victorias y dos segundos puestos que le llevaron a la quinta posición de la general. A él se unió Augusto Fernández, cuyas cuatro victorias y cinco podios le dieron el campeonato. Masià se mantuvo en el equipo y, a pesar de dos victorias y podios y puntos regulares, solo logró el sexto puesto. A él se unió Daniel Holgado. Hikari Okubo permaneció con el equipo en MotoE y su puntuación de toda la temporada resultó en un sexto lugar en la general.
En 2023 el equipo de Moto 3 alineó a Deniz Öncü y José Antonio Rueda, que finalizaron 5º y 9º respectivamente. En Moto2 se une al equipo Albert Arenas y junto a él en su segundo año, Pedro Acosta, quien se proclama campeón con 7 victorias y 14 podios.

## Resultados en el Campeonato del Mundo
(Carreras en negrita indica pole position, carreras en cursiva indica vuelta rápida)
| Temp. | Cat.  | Equipo                         | Moto               | No. | Piloto              | 1       | 2       | 3        | 4        | 5        | 6        | 7       | 8       | 9       | 10      | 11        | 12      | 13      | 14      | 15      | 16      | 17      | 18      | 19      | 20     | 21 | Pos. | Puntos |
| ----- | ----- | ------------------------------ | ------------------ | --- | ------------------- | ------- | ------- | -------- | -------- | -------- | -------- | ------- | ------- | ------- | ------- | --------- | ------- | ------- | ------- | ------- | ------- | ------- | ------- | ------- | ------ | -- | ---- | ------ |
| 2001  | 125cc | Team Red Devil Honda           | Honda              | 36  | Mika Kallio         | JPN     | RSA     | SPA      | FRA      | ITA      | CAT      | NED     | GBR     | GER Ret | CZE     | POR       | VAL Ret | PAC     | AUS     | MAL     | RIO     |         |         |         |        |    | –    | 0      |
| 2002  | 125cc | Red Devil Honda                | Honda              | 36  | Mika Kallio         | JPN Ret | RSA 12  | SPA 5    | FRA 8    | ITA Ret  | CAT 9    | NED Ret | GBR Ret | GER 9   | CZE 10  | POR 8     | RIO 8   | PAC 6   | MAL 7   | AUS Ret | VAL 16  |         |         |         |        |    | 11tº | 78     |
| 2003  | 125cc | Ajo Motorsport                 | Honda              | 8   | Masao Azuma         | JPN 17  | RSA 9   | SPA 11   | FRA 10   | ITA 14   | CAT 22   | NED Ret | GBR 13  | GER Ret | CZE 13  | POR 13    | RIO Ret | PAC 13  | MAL 5   | AUS 2   | VAL 15  |         |         |         |        |    | 16º  | 64     |
| 2003  | 125cc | Ajo Motorsport                 | Honda              | 36  | Mika Kallio         | JPN 11  | RSA 7   | SPA 16   | FRA Ret  | ITA 13   | CAT 7    | NED 11  | GBR 7   | GER 10  | CZE     | POR       | RIO     | PAC     | MAL     | AUS     | VAL     |         |         |         |        |    | 11º  | 88     |
| 2003  | 125cc | Ajo Motorsport                 | Honda              | 39  | Hiroyuki Kikuchi    | JPN     | RSA     | SPA      | FRA      | ITA      | CAT      | NED     | GBR     | GER     | CZE DNS | POR       | RIO     | PAC     | MAL     | AUS     | VAL     |         |         |         |        |    | –    | 0      |
| 2003  | 125cc | Ajo Motorsport                 | Honda              | 50  | Andrea Ballerini    | JPN     | RSA     | SPA      | FRA      | ITA      | CAT      | NED     | GBR     | GER     | CZE Ret | POR Ret   | RIO Ret | PAC 20  | MAL 19  | AUS 1   | VAL Ret |         |         |         |        |    | 22º  | 25     |
| 2004  | 125cc | Ajo Motorsport                 | Honda RS125R       | 31  | Max Sabbatani       | RSA     | SPA     | FRA      | ITA      | CAT      | NED      | RIO     | GER     | GBR     | CZE     | POR       | JPN     | QAT Ret | MAL Ret | AUS 25  | VAL Ret |         |         |         |        |    | –    | 0      |
| 2004  | 125cc | Ajo Motorsport                 | Honda RS125R       | 38  | Mikko Kyyhkynen     | RSA     | SPA     | FRA      | ITA      | CAT 25   | NED 25   | RIO Ret | GER     | GBR     | CZE     | POR       | JPN     | QAT     | MAL     | AUS     | VAL     |         |         |         |        |    | –    | 0      |
| 2004  | 125cc | Ajo Motorsport                 | Honda RS125R       | 52  | Lukáš Pešek         | RSA 20  | SPA Ret | FRA 14   | ITA 15   | CAT Ret  | NED Ret  | RIO 15  | GER 17  | GBR 12  | CZE Ret | POR 8     | JPN Ret | QAT 17  | MAL Ret | AUS 12  | VAL Ret |         |         |         |        |    | 21º  | 20     |
| 2004  | 125cc | Ajo Motorsport                 | Honda RS125R       | 69  | Robbin Harms        | RSA 18  | SPA Ret | FRA Ret  | ITA Ret  | CAT      | NED      | RIO     | GER 19  | GBR 17  | CZE 11  | POR Ret   | JPN     | QAT     | MAL     | AUS     | VAL     |         |         |         |        |    | 30º  | 5      |
| 2005  | 125cc | Ajo Motorsport                 | Honda RS125R       | 7   | Alexis Masbou       | SPA Ret | POR 13  | CHN 21   | FRA Ret  | ITA 10   | CAT Ret  | NED 5   | GBR Ret | GER DSQ | CZE Ret | JPN 20    | MAL 14  | QAT 20  | AUS 10  | TUR Ret | VAL Ret |         |         |         |        |    | 18º  | 28     |
| 2005  | 125cc | Ajo Motorsport                 | Honda RS125R       | 71  | Tomoyoshi Koyama    | SPA Ret | POR 6   | CHN 5    | FRA Ret  | ITA 5    | CAT 5    | NED 7   | GBR Ret | GER Ret | CZE Ret | JPN 4     | MAL 10  | QAT 14  | AUS 2   | TUR 3   | VAL 6   |         |         |         |        |    | 8º   | 119    |
| 2006  | 125cc | Malaguti Ajo Corse             | Malaguti 125       | 7   | Alexis Masbou       | SPA DNS | QAT DNS | TUR 20   | CHN Ret  | FRA 29   | ITA Ret  | CAT Ret | NED Ret | GBR     | GER 25  | CZE 23    | MAL DNS | AUS     | JPN     | POR     | VAL     |         |         |         |        |    | –    | 0      |
| 2006  | 125cc | Malaguti Ajo Corse             | Malaguti 125       | 40  | Nico Vivarelli      | SPA     | QAT     | TUR      | CHN      | FRA      | ITA      | CAT     | NED     | GBR     | GER     | CZE       | MAL     | AUS     | JPN     | POR     | VAL 35  |         |         |         |        |    | –    | 0      |
| 2006  | 125cc | Malaguti Ajo Corse             | Malaguti 125       | 71  | Tomoyoshi Koyama    | SPA 12  | QAT 15  | TUR 9    | CHN 9    | FRA 13   | ITA 15   | CAT DNS | NED     | GBR     | GER 15  | CZE 16    | MAL Ret | AUS 12  | JPN 7   | POR 6   | VAL 14  |         |         |         |        |    | 15º  | 49     |
| 2006  | 125cc | Malaguti Ajo Corse             | Malaguti 125       | 73  | Kazuya Otani        | SPA     | QAT     | TUR      | CHN      | FRA      | ITA      | CAT     | NED     | GBR     | GER     | CZE       | MAL     | AUS     | JPN Ret | POR 28  | VAL     |         |         |         |        |    | –    | 0      |
| 2006  | 125cc | Malaguti Ajo Corse             | Malaguti 125       | 90  | Hiroaki Kuzuhara    | SPA     | QAT     | TUR      | CHN      | FRA      | ITA      | CAT     | NED 28  | GBR 26  | GER     | CZE       | MAL     | AUS     | JPN     | POR     | VAL     |         |         |         |        |    | 29º  | 1      |
| 2006  | 125cc | Malaguti Ajo Corse             | Malaguti 125       | 95  | Georg Fröhlich      | SPA     | QAT     | TUR      | CHN      | FRA      | ITA      | CAT     | NED     | GBR 32  | GER     | CZE       | MAL     | AUS     | JPN     | POR     | VAL     |         |         |         |        |    | –    | 0      |
| 2007  | 125cc | Ajo Motorsport                 | Derbi              | 60  | Michael Ranseder    | QAT 13  | SPA 9   | TUR 12   | CHN 7    | FRA 14   | ITA 11   | CAT 10  | GBR 20  | NED 9   | GER 10  | CZE 8     | RSM 10  | POR Ret | JPN 9   | AUS 22  | MAL Ret | VAL 13  |         |         |        |    | 12º  | 73     |
| 2007  | 125cc | Ajo Motorsport                 | Derbi              | 95  | Robert Mureșan      | QAT Ret | SPA 18  | TUR 22   | CHN 26   | FRA 23   | ITA 19   | CAT 24  | GBR 16  | NED Ret | GER 17  | CZE Ret   | RSM 29  | POR 23  | JPN Ret | AUS DNQ | MAL 23  | VAL 22  |         |         |        |    | –    | 0      |
| 2008  | 125cc | Ajo Motorsport                 | Derbi              | 63  | Mike Di Meglio      | QAT 4   | SPA 9   | POR 7    | CHN 2    | FRA 1    | ITA 4    | CAT 1   | GBR 2   | NED 7   | GER 1   | CZE 2     | RSM Ret | IND 10  | JPN 2   | AUS 1   | MAL 5   | VAL 3   |         |         |        |    | 1º   | 264    |
| 2008  | 125cc | Ajo Motorsport                 | Derbi              | 77  | Dominique Aegerter  | QAT 17  | SPA 8   | POR 12   | CHN 17   | FRA 23   | ITA 24   | CAT 12  | GBR 19  | NED 16  | GER 10  | CZE 14    | RSM 8   | IND 11  | JPN 19  | AUS Ret | MAL 8   | VAL Ret |         |         |        |    | 16º  | 45     |
| 2008  | 125cc | Ajo Motorsports Junior Project | Derbi              | 84  | Robert Gull         | QAT     | SPA     | POR      | CHN      | FRA      | ITA      | CAT     | GBR     | NED 27  | GER     | CZE       | RSM     | IND     | JPN     | AUS     | MAL     | VAL     |         |         |        |    | –    | 0      |
| 2009  | 125cc | Ajo Interwetten                | Derbi              | 11  | Sandro Cortese      | QAT 3   | JPN 6   | SPA 6    | FRA 12   | ITA 10   | CAT 9    | NED Ret | GER 6   | GBR Ret | CZE 6   | IND 18    | RSM 5   | POR 2   | AUS 3   | MAL 6   | VAL 8   |         |         |         |        |    | 6º   | 130    |
| 2009  | 125cc | Ajo Interwetten                | Derbi              | 77  | Dominique Aegerter  | QAT 11  | JPN 9   | SPA 9    | FRA 6    | ITA 19   | CAT 20   | NED 13  | GER 9   | GBR 8   | CZE 18  | IND 10    | RSM 15  | POR 8   | AUS 12  | MAL 14  | VAL 11  |         |         |         |        |    | 13º  | 70.5   |
| 2009  | 125cc | Ajo Motorsport                 | Honda              | 81  | Eeki Kuparinen      | QAT     | JPN     | SPA      | FRA      | ITA      | CAT      | NED     | GER Ret | GBR     | CZE     | IND       | RSM     | POR     | AUS     | MAL     | VAL     |         |         |         |        |    | –    | 0      |
| 2010  | 125cc | Red Bull Ajo Motorsport        | Derbi              | 11  | Sandro Cortese      | QAT 5   | SPA 11  | FRA 6    | ITA Ret  | GBR 6    | NED 5    | CAT 4   | GER 3   | CZE 16  | IND 2   | RSM 5     | ARA 5   | JPN 12  | MAL 6   | AUS Ret | POR Ret | VAL 5   |         |         |        |    | 7º   | 143    |
| 2010  | 125cc | Red Bull Ajo Motorsport        | Aprilia            | 26  | Adrián Martín Lucas | QAT 20  | SPA 13  | FRA 15   | ITA WD   | GBR 16   | NED 16   | CAT 11  | GER Ret | CZE 11  | IND Ret | RSM 15    | ARA 11  | JPN 9   | MAL 13  | AUS 11  | POR Ret | VAL Ret |         |         |        |    | 15º  | 35     |
| 2010  | 125cc | Red Bull Ajo Motorsport        | Derbi              | 93  | Marc Márquez        | QAT 3   | SPA Ret | FRA 3    | ITA 1    | GBR 1    | NED 1    | CAT 1   | GER 1   | CZE 7   | IND 10  | RSM 1     | ARA Ret | JPN 1   | MAL 1   | AUS 1   | POR 1   | VAL 4   |         |         |        |    | 1º   | 310    |
| 2011  | 125cc | Avant-AirAsia-Ajo              | Derbi              | 5   | Johann Zarco        | QAT 6   | SPA 3   | POR 3    | FRA 5    | CAT 6    | GBR 2    | NED 5   | ITA 2   | GER 2   | CZE 2   | IND 5     | RSM 2   | ARA 2   | JPN 1   | AUS 3   | MAL 3   | VAL Ret |         |         |        |    | 2º   | 262    |
| 2011  | 125cc | Avant-AirAsia-Ajo              | Derbi              | 7   | Efrén Vázquez       | QAT 4   | SPA 9   | POR 6    | FRA 3    | CAT 5    | GBR 5    | NED 7   | ITA 4   | GER Ret | CZE Ret | IND 6     | RSM 3   | ARA 4   | JPN Ret | AUS 4   | MAL 11  | VAL 4   |         |         |        |    | 7º   | 160    |
| 2011  | 125cc | Avant-AirAsia-Ajo              | Derbi              | 63  | Zulfahmi Khairuddin | QAT 19  | SPA 10  | POR 11   | FRA 19   | CAT Ret  | GBR 18   | NED 14  | ITA 18  | GER 24  | CZE 9   | IND 19    | RSM 27  | ARA Ret | JPN 15  | AUS 20  | MAL 7   | VAL 25  |         |         |        |    | 18º  | 30     |
| 2011  | 125cc | Red Bull Ajo Motorsport        | Aprilia            | 52  | Danny Kent          | QAT 13  | SPA 4   | POR 15   | FRA 17   | CAT 11   | GBR 10   | NED 6   | ITA 15  | GER 9   | CZE Ret | IND 13    | RSM 6   | ARA 6   | JPN 9   | AUS 22  | MAL 10  | VAL 17  |         |         |        |    | 11º  | 82     |
| 2011  | 125cc | Red Bull Ajo Motorsport        | Aprilia            | 94  | Jonas Folger        | QAT 5   | SPA 2   | POR 5    | FRA 6    | CAT 3    | GBR 1    | NED 8   | ITA Ret | GER 7   | CZE DNS | IND 9     | RSM 9   | ARA 10  | JPN 6   | AUS Ret | MAL 6   | VAL 5   |         |         |        |    | 6º   | 161    |
| 2012  | Moto3 | Red Bull KTM Ajo               | KTM                | 11  | Sandro Cortese      | QAT 3   | SPA 3   | POR 1    | FRA 6    | CAT 2    | GBR 3    | NED 2   | GER 1   | ITA 3   | IND 2   | CZE 3     | RSM 1   | ARA 2   | JPN 6   | MAL 1   | AUS 1   | VAL 2   |         |         |        |    | 1º   | 325    |
| 2012  | Moto3 | Red Bull KTM Ajo               | KTM                | 52  | Danny Kent          | QAT 8   | SPA Ret | POR 8    | FRA Ret  | CAT 20   | GBR 6    | NED 3   | GER Ret | ITA 5   | IND 12  | CZE 7     | RSM 12  | ARA 4   | JPN 1   | MAL 6   | AUS 5   | VAL 1   |         |         |        |    | 4º   | 154    |
| 2012  | Moto3 | Red Bull KTM Ajo               | KTM                | 61  | Arthur Sissis       | QAT 7   | SPA Ret | POR 13   | FRA 5    | CAT 22   | GBR 8    | NED 16  | GER 9   | ITA Ret | IND 11  | CZE 14    | RSM 10  | ARA 9   | JPN 11  | MAL 11  | AUS 3   | VAL 19  |         |         |        |    | 12º  | 84     |
| 2012  | Moto3 | AirAsia-SIC-Ajo                | KTM                | 63  | Zulfahmi Khairuddin | QAT 6   | SPA 10  | POR 4    | FRA Ret  | CAT 8    | GBR 9    | NED 11  | GER 6   | ITA 9   | IND 6   | CZE Ret   | RSM 11  | ARA Ret | JPN 5   | MAL 2   | AUS Ret | VAL 3   |         |         |        |    | 7º   | 128    |
| 2013  | Moto3 | Red Bull KTM Ajo               | KTM                | 39  | Luis Salom          | QAT 1   | AME 3   | SPA 2    | FRA 3    | ITA 1    | CAT 1    | NED 1   | GER 2   | IND 5   | CZE 1   | GBR 1     | RSM 4   | ARA 4   | MAL 1   | AUS 3   | JPN Ret | VAL 14  |         |         |        |    | 3º   | 302    |
| 2013  | Moto3 | Red Bull KTM Ajo               | KTM                | 61  | Arthur Sissis       | QAT 8   | AME 12  | SPA 12   | FRA 13   | ITA 18   | CAT 10   | NED 8   | GER 10  | IND 6   | CZE 14  | GBR 24    | RSM 15  | ARA 9   | MAL 19  | AUS 16  | JPN 16  | VAL 18  |         |         |        |    | 15º  | 59     |
| 2013  | Moto3 | Red Bull KTM Ajo               | KTM                | 63  | Zulfahmi Khairuddin | QAT 6   | AME 7   | SPA 7    | FRA Ret  | ITA 11   | CAT 9    | NED 17  | GER 16  | IND 7   | CZE 15  | GBR 20    | RSM 6   | ARA Ret | MAL DNS | AUS 11  | JPN Ret | VAL 13  |         |         |        |    | 12º  | 68     |
| 2013  | Moto3 | Touchline–SIC–AJO              | KTM                | 79  | Aizat Malik         | QAT     | AME     | SPA      | FRA      | ITA      | CAT      | NED     | GER     | IND     | CZE     | GBR       | RSM     | ARA     | MAL Ret | AUS     | JPN     | VAL     |         |         |        |    | –    | 0      |
| 2013  | Moto3 | Touchline–SIC–AJO              | KTM                | 80  | Hafiq Azmi          | QAT     | AME     | SPA      | FRA      | ITA      | CAT      | NED     | GER     | IND     | CZE     | GBR       | RSM     | ARA     | MAL Ret | AUS     | JPN     | VAL     |         |         |        |    | –    | 0      |
| 2014  | Moto3 | Red Bull KTM Ajo               | KTM                | 8   | Jack Miller         | QAT 1   | AME 1   | ARG 3    | SPA 4    | FRA 1    | ITA Ret  | CAT 4   | NED Ret | GER 1   | IND 3   | CZE 5     | GBR 6   | RSM 3   | ARA 27  | JPN 5   | AUS 1   | MAL 2   | VAL 1   |         |        |    | 2º   | 276    |
| 2014  | Moto3 | Red Bull KTM Ajo               | KTM                | 98  | Karel Hanika        | QAT 14  | AME 10  | ARG Ret  | SPA 19   | FRA Ret  | ITA 10   | CAT 14  | NED Ret | GER Ret | IND 13  | CZE 15    | GBR 12  | RSM Ret | ARA 23  | JPN 12  | AUS 13  | MAL 9   | VAL 10  |         |        |    | 18º  | 44     |
| 2014  | Moto3 | SIC–AJO                        | KTM                | 38  | Hafiq Azmi          | QAT Ret | AME 24  | ARG 16   | SPA 24   | FRA 16   | ITA Ret  | CAT Ret | NED 29  | GER 18  | IND 24  | CZE 28    | GBR 20  | RSM 23  | ARA 19  | JPN 18  | AUS 18  | MAL 13  | VAL 23  |         |        |    | 28º  | 3      |
| 2014  | Moto3 | SIC–AJO                        | KTM                | 88  | Hafiza Rofa         | QAT     | AME     | ARG      | SPA      | FRA      | ITA      | CAT     | NED     | GER     | IND     | CZE       | GBR     | RSM     | ARA     | JPN     | AUS     | MAL 20  | VAL     |         |        |    | NC   | 0      |
| 2014  | Moto3 | Avant Tecno Husqvarna Ajo      | Husqvarna          | 31  | Niklas Ajo          | QAT 26  | AME 14  | ARG 8    | SPA 10   | FRA Ret  | ITA 5    | CAT 8   | NED Ret | GER     | IND Ret | CZE 12    | GBR 10  | RSM Ret | ARA 25  | JPN Ret | AUS 9   | MAL Ret | VAL Ret |         |        |    | 15º  | 52     |
| 2014  | Moto3 | Avant Tecno Husqvarna Ajo      | Husqvarna          | 91  | Gabriel Rodrigo     | QAT     | AME     | ARG      | SPA      | FRA      | ITA      | CAT     | NED     | GER 22  | IND     | CZE       | GBR     | RSM     | ARA     | JPN     | AUS     | MAL     | VAL     |         |        |    | NC   | 0      |
| 2014  | Moto3 | Red Bull Husqvarna Ajo         | Husqvarna          | 52  | Danny Kent          | QAT 13  | AME 8   | ARG 9    | SPA 11   | FRA 13   | ITA 15   | CAT 17  | NED 8   | GER 5   | IND 12  | CZE 3     | GBR 9   | RSM 12  | ARA 3   | JPN 6   | AUS 20  | MAL 4   | VAL 4   |         |        |    | 8º   | 129    |
| 2015  | Moto2 | Ajo Motorsport                 | Kalex              | 5   | Johann Zarco        | QAT 8   | AME 2   | ARG 1    | SPA 2    | FRA 3    | ITA 2    | CAT 1   | NED 1   | GER 2   | IND 2   | CZE 1     | GBR 1   | RSM 1   | ARA 6   | JPN 1   | AUS 7   | MAL 1   | VAL 7   |         |        |    | 1º   | 352    |
| 2015  | Moto3 | Red Bull KTM Ajo               | KTM                | 41  | Brad Binder         | QAT 10  | AME 5   | ARG 5    | SPA 3    | FRA Ret  | ITA 10   | CAT 9   | NED 7   | GER 7   | IND 8   | CZE 3     | GBR Ret | RSM 5   | ARA Ret | JPN 17  | AUS 3   | MAL 2   | VAL 4   |         |        |    | 6º   | 159    |
| 2015  | Moto3 | Red Bull KTM Ajo               | KTM                | 44  | Miguel Oliveira     | QAT 16  | AME Ret | ARG 4    | SPA 2    | FRA 8    | ITA 1    | CAT 5   | NED 1   | GER DNS | IND 15  | CZE 8     | GBR 13  | RSM 2   | ARA 1   | JPN 2   | AUS 1   | MAL 1   | VAL 1   |         |        |    | 2º   | 254    |
| 2015  | Moto3 | Red Bull KTM Ajo               | KTM                | 98  | Karel Hanika        | QAT 13  | AME 10  | ARG 7    | SPA 22   | FRA 20   | ITA 28   | CAT Ret | NED 8   | GER 13  | IND 12  | CZE 26    | GBR Ret | RSM 21  | ARA Ret | JPN 8   | AUS 14  | MAL Ret | VAL Ret |         |        |    | 18º  | 43     |
| 2016  | Moto2 | Ajo Motorsport                 | Kalex              | 5   | Johann Zarco        | QAT 12  | ARG 1   | AME 3    | SPA 5    | FRA 24   | ITA 1    | CAT 1   | NED 2   | GER 1   | AUT 1   | CZE 11    | GBR 22  | RSM 4   | ARA 8   | JPN 2   | AUS 12  | MAL 1   | VAL 1   |         |        |    | 1º   | 276    |
| 2016  | Moto2 | Ajo Motorsport                 | Kalex              | 45  | Tetsuta Nagashima   | QAT     | ARG     | AME      | SPA      | FRA      | ITA      | CAT     | NED     | GER     | AUT     | CZE       | GBR     | RSM     | ARA 23  | JPN 14  | AUS     | MAL     | VAL     |         |        |    | 32º  | 2      |
| 2016  | Moto3 | Red Bull KTM Ajo               | KTM                | 41  | Brad Binder         | QAT 2   | ARG 3   | AME 3    | SPA 1    | FRA 1    | ITA 1    | CAT 2   | NED 12  | GER 8   | AUT 2   | CZE Ret   | GBR 1   | RSM 1   | ARA 2   | JPN 2   | AUS 1   | MAL 17  | VAL 1   |         |        |    | 1º   | 319    |
| 2016  | Moto3 | Red Bull KTM Ajo               | KTM                | 64  | Bo Bendsneyder      | QAT 14  | ARG 22  | AME 22   | SPA 21   | FRA 16   | ITA 18   | CAT 11  | NED 9   | GER 12  | AUT 7   | CZE 7     | GBR 3   | RSM Ret | ARA 15  | JPN 18  | AUS 10  | MAL 3   | VAL 13  |         |        |    | 14º  | 78     |
| 2017  | Moto2 | Ajo Motorsport                 | KTM                | 41  | Brad Binder         | QAT 20  | ARG 9   | AME      | SPA      | FRA      | ITA 10   | CAT 17  | NED 13  | GER 7   | CZE 12  | AUT 7     | GBR 9   | RSM 4   | ARA 5   | JPN Ret | AUS 2   | MAL 2   | VAL 3   |         |        |    | 8º   | 125    |
| 2017  | Moto2 | Ajo Motorsport                 | KTM                | 44  | Miguel Oliveira     | QAT 4   | ARG 2   | AME 6    | SPA 3    | FRA 17   | ITA 5    | CAT 3   | NED 5   | GER 2   | CZE 3   | AUT Ret   | GBR 8   | RSM Ret | ARA 3   | JPN 7   | AUS 1   | MAL 1   | VAL 1   |         |        |    | 3º   | 241    |
| 2017  | Moto2 | Ajo Motorsport                 | KTM                | 88  | Ricky Cardús        | QAT     | ARG     | AME 14   | SPA 14   | FRA 13   | ITA      | CAT     | NED     | GER     | CZE     | AUT       | GBR     | RSM     | ARA     | JPN     | AUS     | MAL     | VAL     |         |        |    | 29º  | 7      |
| 2017  | Moto3 | Red Bull KTM Ajo               | KTM                | 23  | Niccolò Antonelli   | QAT 7   | ARG Ret | AME 14   | SPA 22   | FRA Ret  | ITA 16   | CAT 11  | NED DNS | GER     | CZE 24  | \|AUT Ret | GBR 16  | RSM Ret | ARA 18  | JPN 2   | AUS Ret | MAL Ret | VAL 14  |         |        |    | 18º  | 38     |
| 2017  | Moto3 | Red Bull KTM Ajo               | KTM                | 64  | Bo Bendsneyder      | QAT 26  | ARG 23  | AME DNS  | SPA 11   | FRA 9    | ITA 12   | CAT 15  | NED Ret | GER 8   | CZE 4   | AUT Ret   | GBR Ret | RSM 6   | ARA 17  | JPN 9   | AUS 16  | MAL 10  | VAL 12  |         |        |    | 15º  | 65     |
| 2017  | Moto3 | Red Bull KTM Ajo               | KTM                | 52  | Danny Kent          | QAT     | ARG     | AME      | SPA      | FRA 10   | ITA      | CAT     | NED     | GER Ret | CZE     | AUT       | GBR     | RSM     | ARA     | JPN     | AUS     | MAL     | VAL     |         |        |    | 32º  | 6      |
| 2018  | Moto2 | Ajo Motorsport                 | KTM                | 41  | Brad Binder         | QAT 6   | ARG Ret | AME 6    | SPA 6    | FRA 9    | ITA 6    | CAT 6   | NED 7   | GER 1   | CZE 6   | AUT 6     | GBR C   | RSM 8   | ARA 1   | THA 4   | JPN 5   | AUS 1   | MAL 8   | VAL Ret |        |    | 3º   | 201    |
| 2018  | Moto2 | Ajo Motorsport                 | KTM                | 44  | Miguel Oliveira     | QAT 5   | ARG 3   | AME 3    | SPA 2    | FRA 6    | ITA 1    | CAT 2   | NED 6   | GER 4   | CZE 1   | AUT 2     | GBR C   | RSM 2   | ARA 7   | THA 3   | JPN 3   | AUS 11  | MAL 2   | VAL 1   |        |    | 2º   | 297    |
| 2018  | Moto3 | Red Bull KTM Ajo               | KTM                | 25  | Raúl Fernández      | QAT     | ARG     | AME      | SPA      | FRA      | ITA      | CAT     | NED     | GER 9   | CZE     | AUT       | GBR     | RSM     | ARA     | THA     | JPN     | AUS     | MAL     | VAL     |        |    | 28º  | 16     |
| 2018  | Moto3 | Red Bull KTM Ajo               | KTM                | 40  | Darryn Binder       | QAT Ret | ARG 22  | AME 13   | SPA DNS  | FRA 11   | ITA 13   | CAT Ret | NED 7   | GER     | CZE 23  | AUT 19    | GBR C   | RSM 8   | ARA 18  | THA Ret | JPN 3   | AUS 12  | MAL 7   | VAL 19  |        |    | 17º  | 57     |
| 2018  | Moto3 | Red Bull KTM Ajo               | KTM                | 61  | Can Öncü            | QAT     | ARG     | AME      | SPA      | FRA      | ITA      | CAT     | NED     | GER     | CZE     | AUT       | GBR     | RSM     | ARA     | THA     | JPN     | AUS     | MAL     | VAL 1   |        |    | 24º  | 25     |
| 2019  | Moto2 | Red Bull Ajo Motorsport        | KTM                | 41  | Brad Binder         | QAT 12  | ARG 6   | AME Ret  | SPA 5    | FRA 4    | ITA 15   | CAT 11  | NED 2   | GER 2   | CZE Ret | AUT 1     | GBR 3   | RSM 6   | ARA 1   | THA 2   | JPN 12  | AUS 1   | MAL 1   | VAL 1   |        |    | 2º   | 259    |
| 2019  | Moto2 | Red Bull Ajo Motorsport        | KTM                | 88  | Jorge Martín        | QAT 15  | ARG Ret | AME 15   | SPA Ret  | FRA 20   | ITA 16   | CAT 15  | NED Ret | GER 9   | CZE 11  | AUT 7     | GBR 12  | RSM 12  | ARA 9   | THA 6   | JPN 3   | AUS 2   | MAL Ret | VAL 5   |        |    | 11º  | 94     |
| 2019  | Moto3 | Red Bull KTM Ajo               | KTM                | 53  | Deniz Öncü          | QAT     | ARG     | AME      | SPA      | FRA      | ITA      | CAT     | NED     | GER     | CZE 23  | AUT 18    | GBR 17  | RSM     | ARA 16  | THA 24  | JPN 19  | AUS     | MAL     | VAL     |        |    | NC   | 0      |
| 2019  | Moto3 | Red Bull KTM Ajo               | KTM                | 61  | Can Öncü            | QAT 18  | ARG 26  | AME Ret  | SPA 18   | FRA 16   | ITA 18   | CAT Ret | NED 16  | GER 14  | CZE 14  | AUT Ret   | GBR 24  | RSM WD  | ARA     | THA     | JPN 18  | AUS 16  | MAL 20  | VAL 12  |        |    | 31º  | 8      |
| 2019  | MotoE | Ajo MotoE                      | Energica Ego Corsa | 44  | Lucas Mahias        | GER     | AUT     | RSM1     | RSM2     | VAL1 DNS | VAL2 DNS |         |         |         |         |           |         |         |         |         |         |         |         |         |        |    | NC   | 0      |
| 2019  | MotoE | Ajo MotoE                      | Energica Ego Corsa | 66  | Niki Tuuli          | GER 1   | AUT 15  | RSM1 Ret | RSM2 DNS | VAL1     | VAL2     |         |         |         |         |           |         |         |         |         |         |         |         |         |        |    | 15º  | 26     |
| 2020  | Moto2 | Red Bull KTM Ajo               | Kalex              | 45  | Tetsuta Nagashima   | QAT 1   | SPA 2   | ANC 11   | CZE 11   | AUT Ret  | EST 4    | RSM Ret | EMI 23  | CAT 12  | FRA 21  | ARA 9     | TER 14  | EUR 12  | VAL 12  | POR 14  |         |         |         |         |        |    | 8º   | 91     |
| 2020  | Moto2 | Red Bull KTM Ajo               | Kalex              | 54  | Mattia Pasini       | QAT     | SPA     | ANC      | CZE      | AUT      | EST      | RSM     | EMI 16  | CAT     | FRA     | ARA       | TER     | EUR     | VAL     | POR     |         |         |         |         |        |    | NC   | 0      |
| 2020  | Moto2 | Red Bull KTM Ajo               | Kalex              | 88  | Jorge Martín        | QAT 20  | SPA 3   | ANC 6    | CZE 8    | AUT 1    | EST 2    | RSM     | EMI     | CAT Ret | FRA Ret | ARA 3     | TER 6   | EUR 2   | VAL 1   | POR 6   |         |         |         |         |        |    | 5º   | 160    |
| 2020  | Moto3 | Red Bull KTM Ajo               | KTM                | 25  | Raúl Fernández      | QAT 10  | SPA 6   | ANC 6    | CZE 6    | AUT 9    | EST 8    | RSM Ret | EMI 6   | CAT 13  | FRA 7   | ARA 3     | TER 12  | EUR 1   | VAL 3   | POR 1   |         |         |         |         |        |    | 4º   | 159    |
| 2020  | Moto3 | Red Bull KTM Ajo               | KTM                | 27  | Kaito Toba          | QAT 14  | SPA 19  | ANC 11   | CZE 11   | AUT 20   | EST NC   | RSM 17  | EMI 9   | CAT 18  | FRA Ret | ARA 11    | TER 3   | EUR Ret | VAL Ret | POR 15  |         |         |         |         |        |    | 18º  | 41     |
| 2020  | MotoE | Avant Ajo MotoE                | Energica Ego Corsa | 66  | Niki Tuuli          | SPA 11  | ANC DNS | RSM 17   | EMI1 13  | EMI2 12  | FRA 3    | FRA 1   |         |         |         |           |         |         |         |         |         |         |         |         |        |    | 6º   | 53     |
| 2021  | Moto2 | Red Bull KTM Ajo               | Kalex              | 25  | Raúl Fernández      | QAT 5   | DOH 3   | POR 1    | SPA 5    | FRA 1    | ITA 2    | CAT 2   | GER Ret | NED 1   | EST 7   | AUT 1     | GBR Ret | ARA 1   | RSM 1   | AME 1   | EMI Ret | ALG 2   | VAL 1   |         |        |    | 2º   | 307    |
| 2021  | Moto2 | Red Bull KTM Ajo               | Kalex              | 87  | Remy Gardner        | QAT 2   | DOH 2   | POR 3    | SPA 4    | FRA 2    | ITA 1    | CAT 1   | GER 1   | NED 2   | EST 4   | AUT 7     | GBR 1   | ARA 2   | RSM 2   | AME Ret | EMI 7   | ALG 1   | VAL 10  |         |        |    | 1º   | 311    |
| 2021  | Moto3 | Red Bull KTM Ajo               | KTM                | 5   | Jaume Masià         | QAT 1   | DOH 9   | POR 9    | SPA 21   | FRA Ret  | ITA 2    | CAT 4   | GER Ret | NED 20  | EST 4   | AUT 6     | GBR 6   | ARA 10  | RSM 5   | AME 4   | EMI 2   | ALG 19  | VAL 3   |         |        |    | 4º   | 171    |
| 2021  | Moto3 | Red Bull KTM Ajo               | KTM                | 37  | Pedro Acosta        | QAT 2   | DOH 1   | POR 1    | SPA 1    | FRA 8    | ITA 8    | CAT 7   | GER 1   | NED 4   | EST 1   | AUT 4     | GBR 11  | ARA Ret | RSM 7   | AME 8   | EMI 3   | ALG 1   | VAL Ret |         |        |    | 1º   | 259    |
| 2021  | MotoE | Avant Ajo MotoE                | Energica Ego Corsa | 78  | Hikari Okubo        | SPA 7   | FRA Ret | CAT 9    | NED 8    | AUT 5    | RSM1 Ret | RSM2 6  |         |         |         |           |         |         |         |         |         |         |         |         |        |    | 11º  | 45     |
| 2022  | Moto2 | Red Bull KTM Ajo               | Kalex              | 37  | Augusto Fernández   | QAT 4   | INA 5   | ARG Ret  | AME 9    | POR Ret  | SPA 4    | FRA 1   | ITA 5   | CAT 3   | GER 1   | NED 1     | GBR 1   | AUT 5   | RSM 3   | ARA 3   | JPN 2   | THA 7   | AUS Ret | MAL 4   | VAL 2  |    | 1º   | 271.5  |
| 2022  | Moto2 | Red Bull KTM Ajo               | Kalex              | 51  | Pedro Acosta        | QAT 12  | INA 9   | ARG 7    | AME Ret  | POR Ret  | SPA 20   | FRA Ret | ITA 1   | CAT 6   | GER 2   | NED       | GBR DNS | AUT 4   | RSM 6   | ARA 1   | JPN 7   | THA 16  | AUS 2   | MAL Ret | VAL 1  |    | 5º   | 177    |
| 2022  | Moto3 | Red Bull KTM Ajo               | KTM                | 5   | Jaume Masià         | QAT Ret | INA 7   | ARG Ret  | AME 1    | POR 2    | SPA 3    | FRA 1   | ITA 17  | CAT 8   | GER 12  | NED Ret   | GBR 2   | AUT 18  | RSM 2   | ARA 8   | JPN Ret | THA 8   | AUS 15  | MAL 4   | VAL 22 |    | 6º   | 177    |
| 2022  | Moto3 | Red Bull KTM Ajo               | KTM                | 96  | Daniel Holgado      | QAT 16  | INA 9   | ARG 7    | AME Ret  | POR Ret  | SPA 9    | FRA 11  | ITA Ret | CAT Ret | GER 6   | NED 6     | GBR NC  | AUT 8   | RSM 5   | ARA 3   | JPN Ret | THA 11  | AUS Ret | MAL 7   | VAL 10 |    | 10º  | 103    |
| 2022  | MotoE | Avant Ajo MotoE                | Energica Ego Corsa | 78  | Hikari Okubo        | SPA1 6  | SPA2 5  | FRA1 3   | FRA2 6   | ITA1 11  | ITA2 Ret | NED1 13 | NED2 11 | AUT1 4  | AUT2 7  | RSM1 7    | RSM2 9  |         |         |         |         |         |         |         |        |    | 6º   | 95.5   |
| 2023  | Moto2 | Red Bull KTM Ajo               | Kalex              | 37  | Pedro Acosta        | POR 1   | ARG 12  | AME 1    | SPA 2    | FRA Ret  | ITA 1    | GER 1   | NED 3   | GBR 3   | AUT 2   | CAT 6     | RSM 1   | IND 1   | JPN 3   | INA 1   | AUS 9   | THA 2   | MAL 2   | QAT 8   | VAL 12 |    | 1º   | 328.5  |
| 2023  | Moto2 | Red Bull KTM Ajo               | Kalex              | 75  | Albert Arenas       | POR 8   | ARG 9   | AME 12   | SPA 8    | FRA DNS  | ITA 23   | GER 9   | NED 9   | GBR 14  | AUT Ret | CAT 3     | RSM DNS | IND 14  | JPN 18  | INA 15  | AUS 14  | THA 7   | MAL 8   | QAT 21  | VAL 10 |    | 15º  | 79     |
| 2023  | Moto3 | Red Bull KTM Ajo               | KTM                | 53  | Deniz Öncü          | POR 10  | ARG 24  | AME 6    | SPA 9    | FRA 6    | ITA 2    | GER 1   | NED 3   | GBR 11  | AUT 1   | CAT 11    | RSM 3   | IND 14  | JPN Ret | INA 8   | AUS 1   | THA 5   | MAL 11  | QAT 3   | VAL 5  |    | 5º   | 212    |
| 2023  | Moto3 | Red Bull KTM Ajo               | KTM                | 99  | José Antonio Rueda  | POR 4   | ARG 23  | AME 10   | SPA 5    | FRA 9    | ITA 14   | GER 13  | NED 6   | GBR 8   | AUT 11  | CAT 3     | RSM 9   | IND 10  | JPN 10  | INA 5   | AUS 18  | THA 16  | MAL Ret | QAT 16  | VAL 6  |    | 9º   | 111    |
| 2024  | Moto2 | Red Bull KTM Ajo               | Kalex              | 13  | Celestino Vietti    | QAT 9   | POR 7   | AME 10   | SPA 9    | FRA INJ  | CAT Ret  | ITA 7   | NED 10  | GER 5   | GBR     | AUT       | ARA     | RSM     | ERO     | INA     | JPN     | AUS     | THA     | MAL     | BCN    |    | 9º   | 55     |
| 2024  | Moto2 | Red Bull KTM Ajo               | Kalex              | 53  | Deniz Öncü          | QAT 15  | POR 20  | AME 22   | SPA 14   | FRA 18   | CAT 19   | ITA 13  | NED INJ | GER INJ | GBR     | AUT       | ARA     | RSM     | ERO     | INA     | JPN     | AUS     | THA     | MAL     | BCN    |    | 23º  | 6      |
| 2024  | Moto3 | Red Bull KTM Ajo               | KTM                | 99  | José Antonio Rueda  | QAT Ret | POR 2   | AME DNS  | SPA DNP  | FRA 8    | CAT 3    | ITA 15  | NED 4   | GER Ret | GBR     | AUT       | ARA     | RSM     | ERO     | INA     | JPN     | AUS     | THA     | MAL     | BCN    |    | 9º   | 58     |
| 2024  | Moto3 | Red Bull KTM Ajo               | KTM                | 85  | Xabi Zurutuza       | QAT     | POR     | AME 13   | SPA 22   | FRA 16   | CAT 19   | ITA DNS | NED 19  | GER 16  | GBR     | AUT       | ARA     | RSM     | ERO     | INA     | JPN     | AUS     | THA     | MAL     | BCN    |    | 22º  | 3      |